# Justine Vanhaevermaet
Justine Vanhaevermaet (født 29. april 1992) er en kvindelig belgisk fodboldspiller, der spiller midtbane for engelske Reading i FA Women's Super League og Belgiens kvindefodboldlandshold. Hun har tidligere spillet for Anderlecht, tyske SC Sand og norske LSK Kvinner.
Hun fik sin officielle debut på det svenske landshold i 14. august 2013 mod Østrig. Hun blev også udtaget til landstræner Ives Serneels' officielle trup mod EM i fodbold for kvinder 2022 i England.
I august 2021 skrev hun under på en to-årig kontrakt med Reading.